# Alanis Morissette
Alanis Nadine Morissette, född 1 juni 1974 i Ottawa, Ontario, är en kanadensisk-amerikansk sångare och låtskrivare. Hennes skivor har sålts i mer än 55 miljoner exemplar världen över, och den hittills största succén är det tredje musikalbumet Jagged Little Pill som har sålts i 33 miljoner exemplar. År 2015 upptogs hon i Canadian Music Hall of Fame.

## Biografi
Alanis Morissette kommer från Ottawa i Kanada; båda hennes föräldrar är lärare. Hon har två bröder, varav den ene är hennes tvillingbror. Hon skrev sin första sång som nioåring. Hon medverkade i det kanadensiska TV-programmet You Can't Do That on Television och med sina intjänade pengar finansierade hon sin första singel, Fate Stay With Me. Singeln blev aldrig någon större succé, men hon lyckades ändå att komma med i det amerikanska talangprogrammet Star Search. Det ledde dock aldrig till något genombrott då hon åkte ut under programmets första delomgång.

### Första skivkontraktet
År 1990 skrev Morissette under sitt första skivkontrakt med MCA Records och släppte sitt första musikalbum Alanis år 1991. Denna gång använde hon sig av förnamnet Alanis då skivbolaget befarade att hon skulle bli förväxlad med den kanadensiska sångerskan Alannah Myles. Hennes första album släpptes endast i Kanada, där det sålde platina. Hon blev nominerad till tre Juno Awards i kategorierna Årets singel, Bästa dansalbum och Mest lovande sångerska. Hon vann den sistnämnda kategorin.
Året efter (1992) släppte hon uppföljaren, ett album som inte blev lika framgångsrikt som debuten. Albumet sålde dåligt vilket ledde till att kontraktet med skivbolaget aldrig förnyades.

### Los Angeles
År 1993 flyttade Morissette till Toronto. Där träffade hon flera låtskrivare, utan resultat. Efter ett par månader i Toronto flyttade hon vidare till Nashville. Därifrån började hon resa fram och tillbaka till Los Angeles, där hon återigen provade att arbeta tillsammans med så många musiker som möjligt för att hitta den som passade bäst. Det var under denna tid hon mötte producenten och låtskrivaren Glen Ballard.
Ballard och Morissette började jobba direkt, och inom loppet av en halvtimme sedan de möttes, var de igång att experimentera i Ballards studio. Den första låten som de skrev tillsammans heter The Bottom Line.
Det var dock efter låten Perfect som arbetet kom igång på riktigt. Perfect blev både skriven och inspelad på 20 minuter med Ballard på gitarr och Morissette som improviserar texten. Denna version, som finns med på Jagged Little Pill, är den enda som blev gjord för utgåvan.
År 1994 skrev hon kontrakt med skivbolaget Maverick Records.

### Jagged Little Pill
År 1994 släppte Alanis Morissette som 20-åring sitt första internationella musikalbum Jagged Little Pill. Förväntningarna var inte speciellt stora. Hennes manager har senare berättat att han inte förväntade sig att albumet skulle sälja i mer än 250 000 exemplar. Albumet debuterade då också som nummer 118 på Billboards topp 200.
Saker förändrades dock fort då en DJ från en inflytelserik radiostation uppmärksammade låten You Oughta Know och började spela den nonstop. Sången fick snabbt uppmärksamhet och musikvideon fick mycket speltid på MTV. Efter You Oughta Know kom singeln Hand in My Pocket och tredje singeln från albumet blev Ironic, som blev hennes största hit. Med de efterföljande singlarna You Learn och Head Over Feet lyckades albumet Jagged Little Pill hålla sig kvar på Billboards topp 20 i mer än ett år.
Albumet nominerades till sex Grammys, och vann titeln som Årets album, Bästa kvinnliga rocksång, Bästa rocksång och Bästa rockalbum. Vid Danish Music Awards i Danmark vann hon även priset Årets utländska sångerska och Årets nya utländska namn.
Senare detta år åkte Morissette ut på turné som varade i ett halvår. Den började på små klubbar och slutade på stora arenor.

### Supposed Former Infatuation Junkie
Efter succén med albumet Jagged Little Pill och turnén kände sig Morissette omotiverad. Därför åkte hon bland annat till Indien som backpacker och var också på Kuba en tid. Hennes nästa skiva släpptes först 1998 och var en sång, Uninvited, som kom med till soundtracket till filmen Änglarnas stad. 
Det nästa albumet, Supposed Former Infatuation Junkie, släpptes senare samma år, och återigen arbetade hon tillsammans med Glen Ballard. Hennes fans och kritiker var dock inte beredda på hennes nya låtskrivarstil, som gjorde upp med många traditionella begrepp om hur en låt ska byggas upp, till exempel på låtarna The Couch och Unsent. Albumet såldes i USA i omkring 469 000 exemplar redan första veckan. Detta gjorde att albumet gick rakt in som nummer ett på Billboardlistan och detta var det högsta en kvinnlig sångerska någonsin sålt på en vecka, men det var dock väsentligt mindre än vad skivbolaget hade räknat med. Albumet försvann dock från hitlistan snabbt men såldes i 2,5 miljoner exemplar i USA och 10 miljoner världen över.
År 1999 vann sången Uninvited en Grammy för Bästa kvinnliga rocksång och Bästa rocksång och den första singeln från albumet, Thank U, blev nominerad till Grammyn för Bästa kvinnliga popsång. Senare samma år släppte hon albumet Alanis Unplugged och 1999 debuterade hon som skådespelare som Gud i filmen Dogma.

### Under Rug Swept
Efter Supposed Former Infatuation Junkie skulle det ta fyra år innan Morissette skulle släppa nästa album. Denna gång gjorde hon ett album utan Glen Ballard som sin samarbetspartner och övertog själv rollen som producent på albumet Under Rug Swept.
Ännu en gång släppte hon ett album som med en gång nådde första plats på Billboardlistan. Albumet sålde i omkring en miljon exemplar i USA och singeln Hands Clean spelades mycket i radio. Denna gång vann hon dock inte några Grammys; istället fick hon en Juno Award som Bästa producent.
Förutom låtarna på Under Rug Swept fanns det en rad andra låtar som inte kom med på albumet. Åtta av dessa släpptes med på Feast On Scraps som dessutom innehåller en DVD med livekonsertinspelningar.

### So-Called Chaos
År 2004 släpptes albumet So-Called Chaos som nådde femteplatsen på Billboards topp 200, samtidigt som det generellt fick ros av kritikerna. Samma år offentliggjorde hon att hon var förlovad med skådespelaren Ryan Reynolds. År 2005 gav hon ut ett album med sångerna från Jagged Little Pill i akustiska versioner för att fira tioårsjubileet. Senare samma år utgavs samlingsalbumet The Collection.

## Diskografi

### Studioalbum
- 1991 – Alanis (släpptes endast i Kanada)
- 1992 – Now is the Time (släpptes endast i Kanada)
- 1995 – Jagged Little Pill
- 1998 – Supposed Former Infatuation Junkie
- 2002 – Under Rug Swept
- 2004 – So-Called Chaos
- 2008 – Flavors of Entanglement
- 2012 – Havoc and Bright Lights

### Livealbum
- 1999 – Alanis Unplugged
- 2013 – Live at Montreux 2012

### EP
- 1995 – Space Cakes

### Samlingsalbum
- 2005 - The Collection

## Filmografi
- 1993 – Anything for Love
- 1999 – Dogma, Gud
- 2000 – Sex and the City, Dawn, avsnittet "Boy, Girl, Boy, Girl"
- 2002 – Curb Your Enthusiasm, som sig själv, avsnittet "The Terrorist Attack"
- 2004 – De-Lovely, sångerska
- 2004 – Drömmarnas tid, som sig själv, avsnittet "What Dreams May Come"
- 2009–2010 – Weeds, Dr. Audra Kitson